# Djehuti
Sekhemre Sementawy Djehuti (cũng là Djehuty) có thể là vị vua thứ hai thuộc vương triều thứ 16 ở Thebes, ông trị vì Thượng Ai Cập trong thời kỳ Chuyển tiếp thứ Hai. Ngoài ra, ông có thể là một vị vua thuộc giai đoạn cuối của vương triều thứ 13 hoặc vị vua thứ 4 của vương triều thứ 17. Djehuty được ghi lại là có một triều đại kéo dài 3 năm trong mục đầu tiên của cột thứ 11 trong bản danh sách vua Turin. Theo các nhà Ai Cập học Kim Ryholt và Darrell Baker, ông được kế vị bởi Sobekhotep VIII.

## Vị trí trong biên niên sử
Vương triều của Djehuti vẫn còn được tranh luận. Quả thực, về điểm này, cuộn giấy cói Turin để ngỏ cho các cách diễn giải khác nhau. Có một vài vị vua được ghi lại với tên "Sekhemre[...]" và việc văn kiện gốc bị hư hại đã khiến cho các tên gọi này không được lưu giữ nguyên vẹn. Như là một hệ quả, về nguyên tắc Sekhemre Sementawy Djehuti có thể là bất cứ "Sekhemre[...]" nào được lưu giữ trên bản danh sách vua này, ông có thể là một vị vua thuộc vương triều thứ 13, 16 và thậm chí là vương triều thứ 17.
Theo các nhà Ai Cập học Darrell Baker và Kim Ryholt, ông là một thành viên của vương triều thứ 16, mà kiểm soát vùng đất Thebes sau năm 1650 TCN.
Ngoài ra, hai nghiên cứu khác của Claude Vandersleyen và Christina Geisen xác định triều đại của Djehuti là vào giai đoạn gần cuối của vương triều thứ 13 ở Memphis. Việc xác định niên đại của Geisen dựa trên việc nghiên cứu phong cách nghệ thuật của cỗ quan tài thuộc về hoàng hậu của ông, tuy nhiên Stephen Quirke lập luận rằng điều này sử dụng giả thuyết chưa được chứng minh. Một giả thuyết lâu đời hơn của Jürgen von Beckerath, mà nhận được sự đồng thuận từ Hans Stock, cho rằng Djehuti là một vị vua thuộc giai đoạn đầu vương triều thứ 17, mà trỗi dậy ở Thượng Ai Cập sau sự sụp đổ của vương triều thứ 16 tiếp sau cuộc chinh phục Thebes trong thời gian ngắn của người Hyksos. Giả thuyết này được chứng minh bởi việc phát hiện ra ngôi mộ của hoàng hậu Djehuti, Mentuhotep, mà nằm ở Dra' Abu el-Naga', một khu nghĩa trang thường được liên kết với vương triều thứ 17. Tuy nhiên, một số học giả như là Chris Bennett chỉ ra rằng điều này không có nghĩa rằng Djehuti cũng được chôn cất ở Dra' Abu el-Naga'.
Một số nhà Ai Cập học đề xuất rằng Djehuti đã cưới một người cháu nội của vị tể tướng Ibiaw, người đã phụng sự dưới triều đại của vị vua thuộc vương triều thứ 13 là Wahibre Ibiau, khoảng từ 1712 - 1701 TCN, và do đó rất có thể đã cách vị vua này hai thế hệ. Tuy nhiên trong khoảng thời gian gần đây người ta chỉ ra rằng mối liên kết giữa Ibiaw và người vợ của Djehuti là Mentuhotep vẫn chưa được chứng minh và rằng sự tương quan về thời gian giữa Wahibre Ibiau và Djehuti vẫn còn chỉ là phỏng đoán.

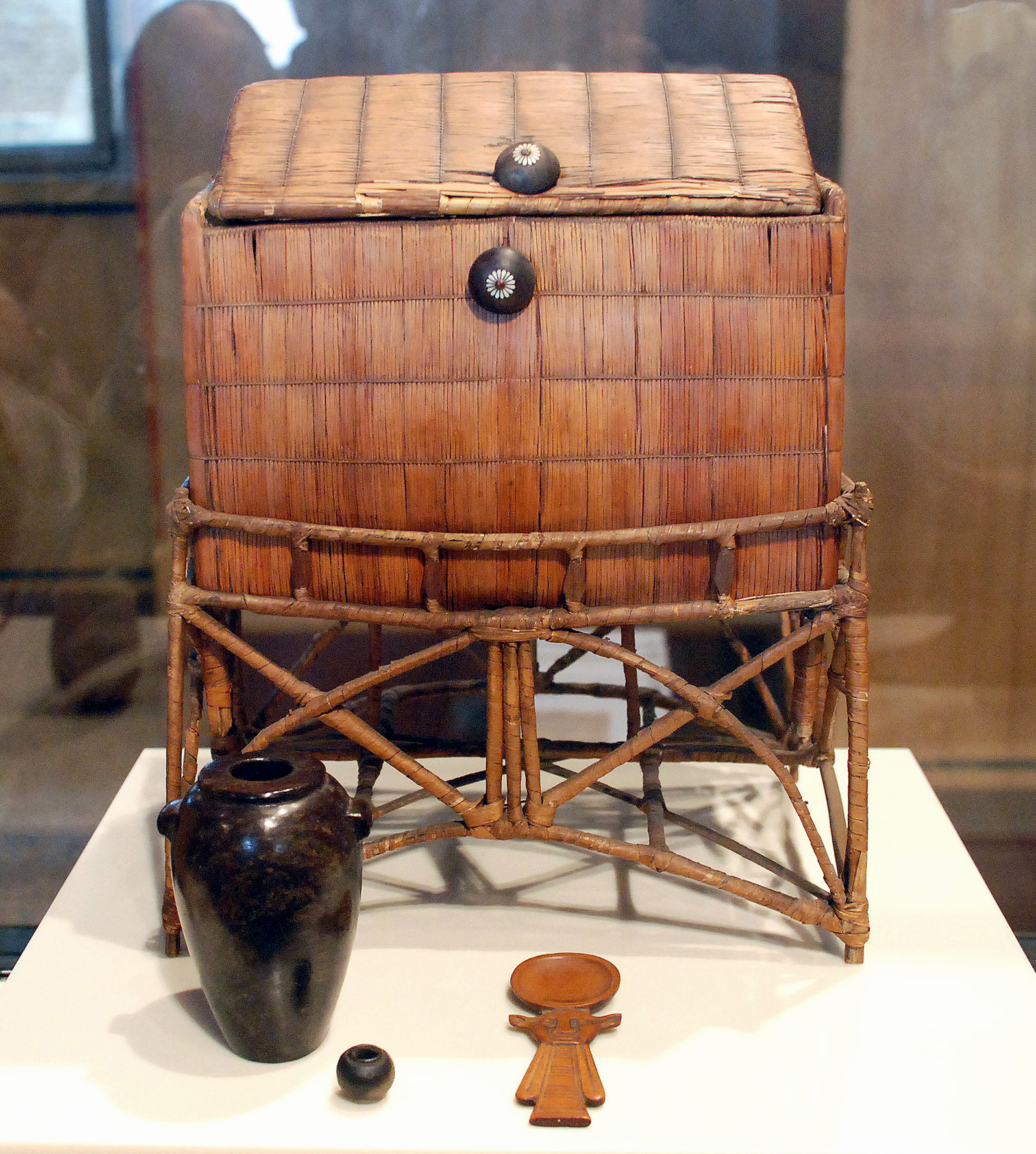
Hộp mỹ phẩm của hoàng hậu Mentuhotep

## Chứng thực
Djehuti được chứng thực trên cả danh sách vua Turin và bản danh sách Vua Karnak. Tất cả những chứng thực đương thời của Djehuti đều đến từ một dải thung lũng sông Nile kéo dài 145 kilômét (90 mi) từ Deir el-Ballas ở phía Bắc tới Edfu ở phía Nam. Nó gần tương ứng với phần lãnh thổ nằm trong phạm vi ảnh hưởng của các vị vua thuộc vương triều thứ 16. Tên nomen và prenomen của Djehuti được biết đến từ một khối đá duy nhất được Flinders Petrie phát hiện ở Deir el-Ballas. Một khối đá sơn màu có mang đồ hình của Djehuti và miêu tả ông đang đội vương miện đỏ của Hạ Ai Cập – vượt xa phạm vi ảnh hưởng của ông – đã được khai quật ở Edfu và mặt khác, Djehuti chỉ được chứng thực từ các hiện vật đến từ ngôi mộ của vợ ông. Ngôi mộ của hoàng hậu Mentuhotep được tìm thấy nguyên vẹn vào năm 1822 và cỗ quan tài của bà (ngày nay đã bị mất) là một trong những trường hợp sớm nhất có khắc các đoạn văn đến từ cuốn Sách của người chết. Hộp trang điểm Mentuhotep có mang tên nomen, prenomen và đồ hình của Djehuti cùng với công thức tang lễ và một dòng chữ khắc tiết lộ rằng chiếc hộp này là món quá từ nhà vua.
Người ta cho rằng Kim tự tháp Nam Saqqara chưa được xác định có thể đã được xây dựng cho Djehuti. Giả thuyết này được dựa trên một dòng chữ rời rạc được tìm thấy trong kim tự tháp này mà đọc là "Weserkha...", có thể nhắc đến Weserkhau tức là tên Horus vàng của Djehuti.